# Champagne amer
Pour plus de détails, voir Fiche technique et Distribution.
Champagne amer est un film français de Ridha Béhi réalisé en 1986, paru en vidéo aux États-Unis en 1989, puis sorti en salles en France en 1994.

## Synopsis
En Afrique du Nord, à la veille de l'indépendance, vers 1955, le fils de colon Paul Rivière refuse l'idée d'abandonner sa terre. Les événements l'y obligeront. Quelques années plus tard, Mariam part en ville avec son fils Wanis, que son père Paul a toujours refusé de reconnaître. Le vieux Zigou les accompagne pour les protéger dans cette aventure.

## Fiche technique
- Autre titre : La Mémoire tatouée
- Réalisation : Ridha Behi
- Scénario : Ridha Behi et Jean-Claude Islert et Bernard Trémège
- Pays :  France
- Genre : drame
- Année de production : 1986
- Dates de sortie : 4 mai 1994 en salle

## Distribution
- Jean Carmet : Zigou
- Patrick Bruel : Wanis
- Ida Di Benedetto : Mariam
- Amidou : Slim
- Ben Gazzara : Paul Rivière
- Julie Christie : Betty Rivière
- Polli Magaro : Alice
- Sofiane Ouissi : Wanis jeune

## Sortie du film et box-office
En France, le film, bien qu'ayant obtenu un visa d'exploitation en salles le 18 janvier 1988 par le CNC, sort directement en vidéo en janvier 1992 sous le titre Les Liens du Sang,. Il est également connu sous le titre La Mémoire tatouée. Il connaîtra toutefois une exploitation en salles le 4 mai 1994, trois semaines après le décès de Jean Carmet, avec seulement 299 entrées en fin d'exploitation.